# Konvertibel
Konvertibel eller konvertibelt skuldebrev (konvertibelt förlagsbevis) är ett skuldebrev utgivet av ett företag som kan konverteras till aktier i företaget till en förutbestämd kurs. Konverteringen kan oftast ske efter ett förutbestämt datum.
Konvertibler löper med lägre ränta än vanliga förlagsbevis då detta kompenseras med chansen att aktien stiger till ett värde över den förutbestämda konverteringskursen. Risken är lägre än vid rena aktieköp då innehavaren av konvertibeln, förutsatt att företaget inte går i konkurs, oftast får tillbaka det nominella beloppet om det inte skulle vara lönsamt att konvertera.
Vid en eventuell konkurs har konvertibelägare företräde (förmånsrätt) framför aktieägare men inte framför ägare av vanliga obligationer.
Konvertibler innebär ökad skuldsättning för bolaget, något som i sin tur ökar risken för konkurs (på grund av ökade räntekostnader).
En konvertibel obligation fungerar som en vanlig obligation med möjlighet att i förväg omvandla den till ett bestämt antal aktier. Konverteringen blir aktuell först när aktiekursen överstiger konverteringskursen.

## Andra typer
CoCo (av contingent convertible bonds) innebär att en viss händelse snarare än en specifik tidsgräns uppnås för konvertering. Vanligt är när ett företags aktiekurs sjunker under en specifik nivå. Men bara det faktum att konvertibeln finns gör att risken för detta minskar, då ägaren till CoCo-instrumentet har intresse av att kursen hålls över nivån - under nivån förlorar ju ägaren delar av sitt kapital. Credit Suisse använde finansieringsformen för att kunna öka sitt eget kapital i händelse av kris 2011. 

## Exempel
Börsnoterade Bolaget AB vill expandera, men det finns stora osäkerheter. De väljer att ge ut en konvertibel. Går expansionen bra och bolaget tjänar mycket pengar, går aktiekursen upp (1). Går expansionen dåligt, går aktiekursen ner (2). De som köpt konvertibeln gör en relativt bra affär i båda fallen. I fall 1 konverterar de sina skuldebrev till aktier, som nu är värda mer än lånet. I fall 2 behåller de konvertibeln som skuldebrev och låter det förfalla med ränta eller säljer det. Deras risk är mindre än om de köpt aktier (men som regel är även vinsten det).